# Очеретянка мала
Очеретянка мала, канаркова трава мала (Phalaris minor) — вид рослин родини тонконогові (Poaceae).

## Опис
Однорічна або дворічна. Стебла 25–70(95) см, прямовисні або висхідні. Листові пластини 30 × 1,4 см, плоскі. Волоть 18–60 × 11–17 мм. Зернівки 2,3–2,8 × 1,2–1,4 мм, яйцеподібні. Цвіте з квітня по червень.

## Поширення
Північна Африка: Алжир; Єгипет; Лівія; Марокко; Туніс. Азія: Бахрейн; Кувейт; Саудівська Аравія; Афганістан; Кіпр; Єгипет — Синай; Іран; Ірак; Ізраїль; Йорданія; Ліван; Сирія; Туреччина; Індія; Пакистан. Кавказ: Азербайджан; Грузія. Європа: Німеччина; Нідерланди; Албанія; Хорватія; Греція [вкл. Крит]; Італія [вкл. Сардинія, Сицилія]; Франція [вкл. Корсика]; Португалія [вкл. Мадейра]; Гібралтар; Іспанія [вкл. Балеарські острови, Канарські острови]. Натуралізований в деяких інших країнах, у тому числі в Україні, в Криму. Населяє пасовища і луки.

## Галерея

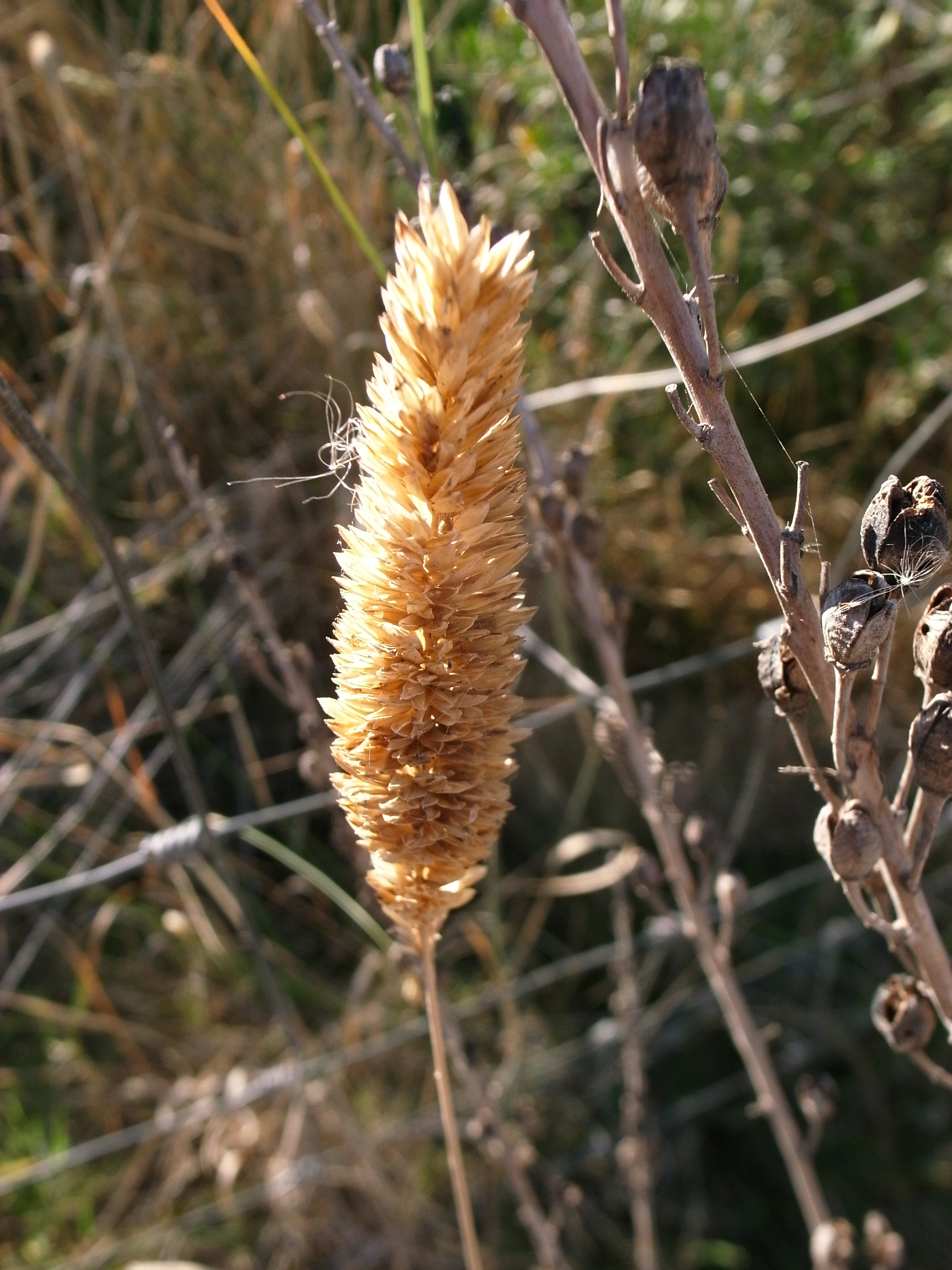
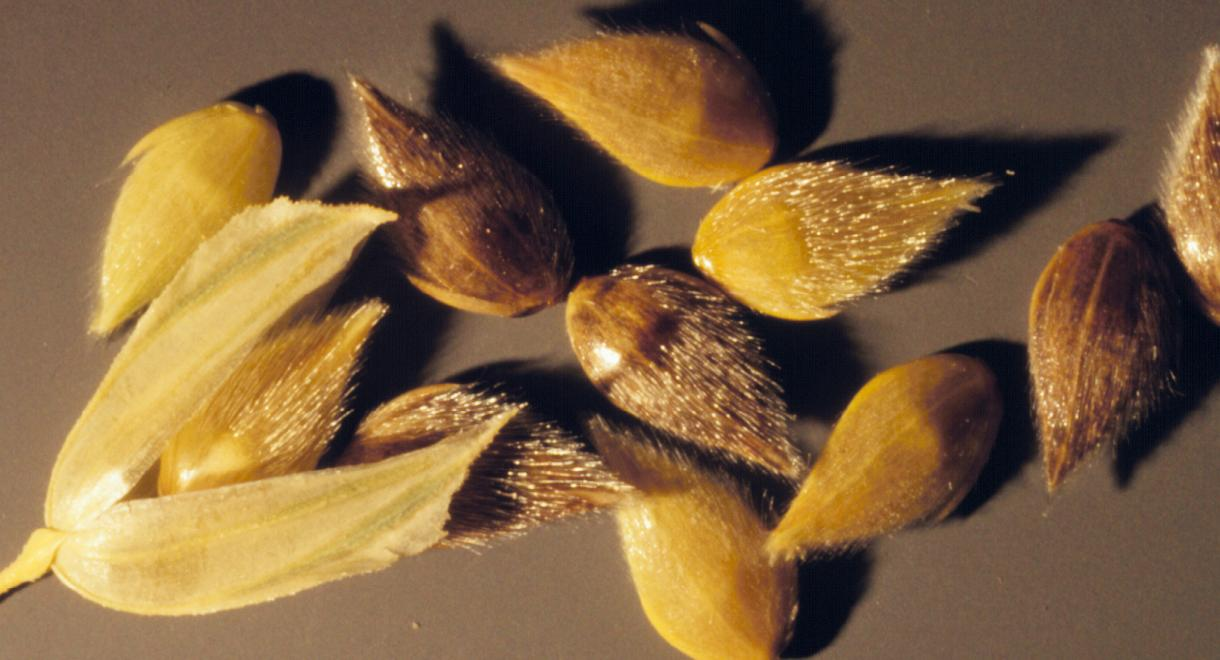
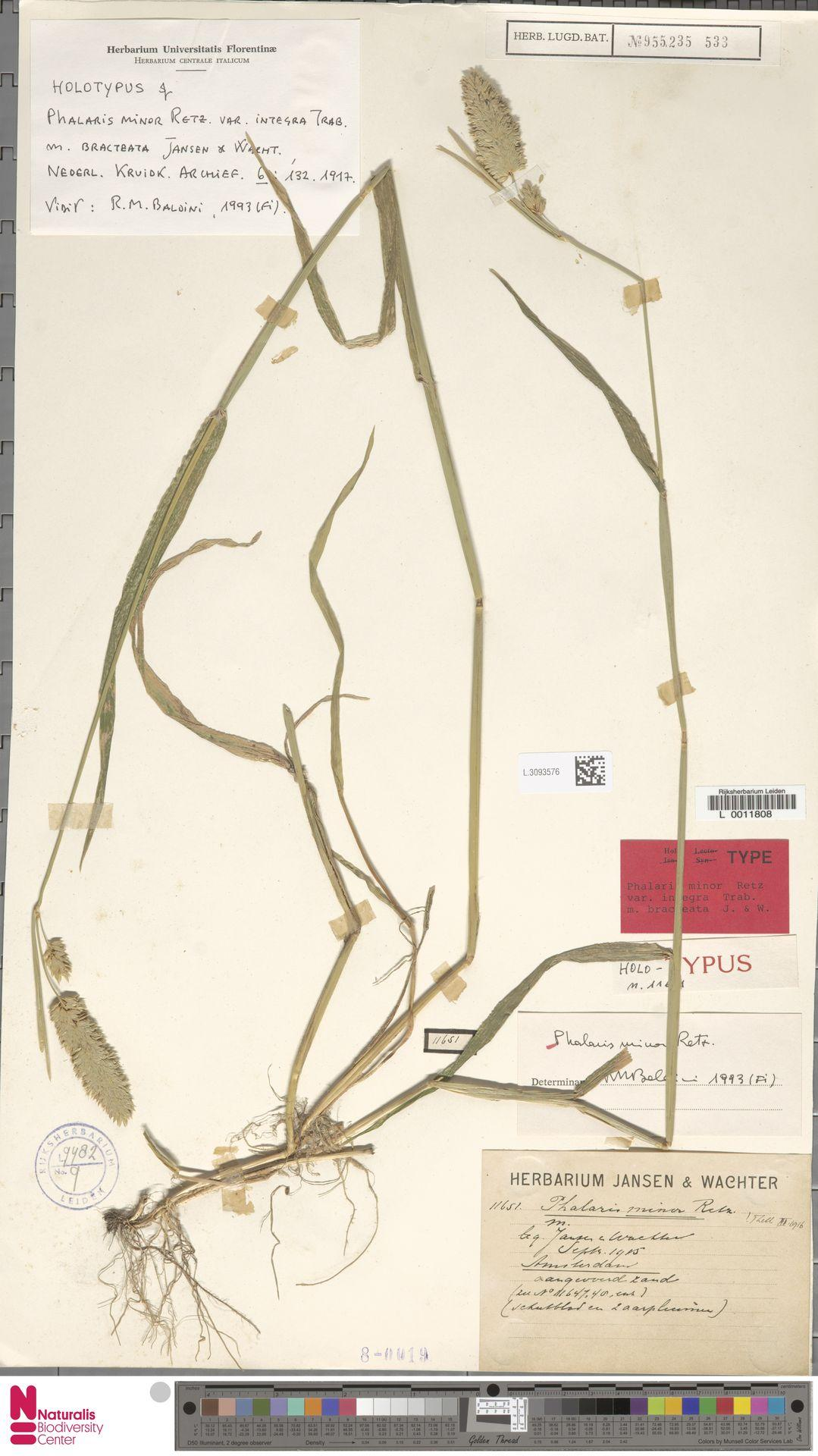